# Estadismo
La palabra estadismo, empleada al parecer por primera vez por Martínez de Zúñiga, la ha definido Retana diciendo: "Obra científico-literaria en que se describe más o menos circunstancialmente todo lo que es propio de una nación, una región, una diócesis, etc. y que conviene saber al estadista."
La Academia Española, hasta hoy, no la ha admitido, pero la han empleado ya algunos escritores, entre ellos fray Ramón Martínez Vigil, en su obra titulada Estadismo de la diócesis de Oviedo, publicada poco después de haber visto la luz la obra de Martínez de Zúñiga Estadismo de las Islas Filipinas, o mis viajes por este país, que escribió por los años de 1803 y permaneció inédita hasta que en 1893 la publicó W.E. Retana